# Vapor Llonch

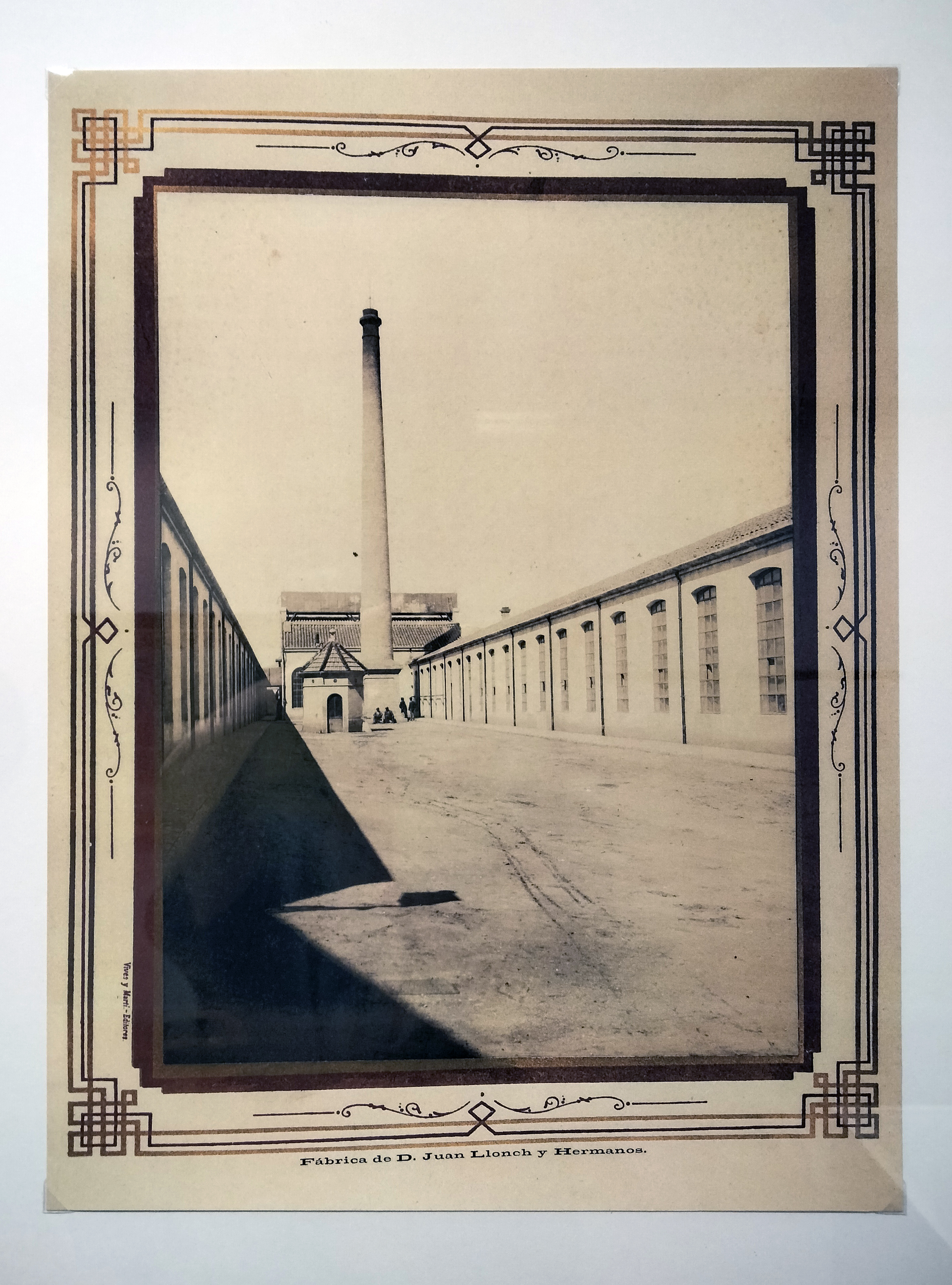
El Vapor Llonch al Panorama fotogràfic de Sabadell (1881)

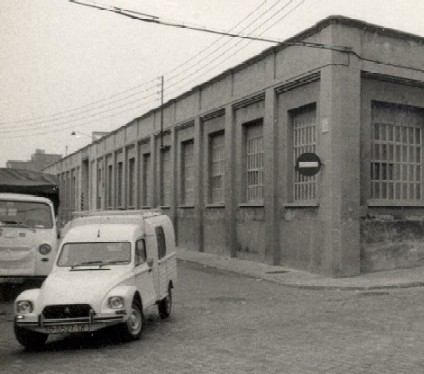
Vapor Llonch, dècada dels 70.

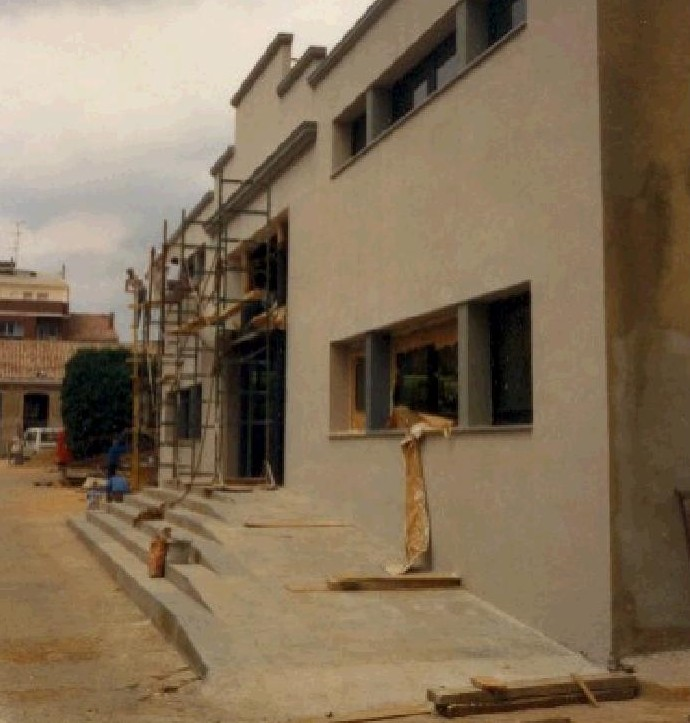
Vapor Llonch, remodelació del 1989.

El Vapor Llonch és un ens que rep el seu nom de l'edifici on s'ubica, i en el qual s'estableix el departament de Treball, Formació, Indústria i Innovació de l'Ajuntament de Sabadell.

## Objectiu
L'objectiu del Vapor Llonch és impulsar el desenvolupament del territori amb criteris de reequilibri social i econòmic des del vessant de la concertació i la qualitat dels serveis, la promoció de la competitivitat i la innovació i el profit sostenible dels recursos públics i privats per a tots els ciutadans. Des del Vapor Llonch s'intenta oferir una oportunitat a qualsevol ciutadà per encaminar el seu futur professional, trobar una feina, adquirir experiència laboral, posar en marxa i consolidar un negoci o conèixer dades socioeconòmiques de la ciutat.

## Àmbit d'actuació
La tasca del Vapor Llonch presenta tres àmbits d'actuació: 

### Territori
Es treballa per consolidar el paper estratègic de la ciutat de Sabadell a través del diagnòstic, la planificació, la concertació i la cooperació. Compta amb el suport de l'Observatori de l'Economia Local Arxivat 2010-08-02 a Wayback Machine., que recull les dades i analitza la realitat socioeconòmica de la ciutat.

### Empresa
Promoció Econòmica dona suport a la creació i consolidació d'empreses amb un equip tècnic. A més ofereix formació i gestiona elViver d'Empreses.

### Persona
- Orientació laboral: S'assessora individualment per ajudar les persones a trobar feina.
- Intermediació: Es disposa d'un equip de professionals al servei de les empreses i les persones per detectar necessitats i oportunitats laborals i facilitar la incorporació dels treballadors i treballadores.
- Ocupació: Vapor Llonch ofereix programes de formació i treball destinats a persones a l'atur. Es proporciona coneixements i habilitats laborals que els capacitin professionalment. Els assistents signen un contracte laboral temporal i obtenen experiència i recursos formatius.
- Formació: Des del Vapor Llonch es porta a terme accions formatives per qualificar professionalment els treballadors. També es desenvolupen accions formatives dirigides a emprenedors.

## Història de l'edifici
- 1836. El vapor com a font d'energia apareix a Sabadell l'any 1836. S'inicia un procés de modernització de la indústria tèxtil llanera sabadellenca. Les fàbriques passen a denominar-se popularment vapors quan incorporen aquesta font d'energia.
- 1875. Els orígens de l'edifici del Vapor Llonch es remunten a l'any 1875. La família Llonch i Sanmiquel continua els passos que va fer el seu pare, Feliu Llonch i Mates,[1] soci de l'empresa Llonch, SA. La fabricació de teixits de llana va ser l'activitat principal durant molts anys al Vapor, el qual es va convertir en una de les fàbriques més importants de Sabadell del darrer terç del segle xix.
- 1978. L'activitat tèxtil del Vapor acaba l'any 1978 i l'illa ocupada per l'edifici rep la qualificació de zona de transformació d'ús. L'Institut Català del Sòl compra l'edifici i cedeix la major part a l'Ajuntament de Sabadell l'any 1987 per a equipament social i educatiu. Una petita part de l'edifici queda per a ús privat.
- 1989. L'Ajuntament de Sabadell comença la rehabilitació l'edifici del Vapor Llonch gràcies a un projecte de Formació i Treball denominat Escola taller de Can Llonch. Els alumnes treballadors i treballadores porten a terme els treballs de rehabilitació durant els anys 1989, 1990 i l'any 1991.
- 1991. El Vapor Llonch es converteix en l'espai des d'on l'Ajuntament desenvolupa un treball centrat a afavorir les polítiques actives d'ocupació.